# Tismana
Tismana es una villa rumana perteneciente al județ de Gorj.
En 2011 tiene 7035 habitantes, el 94,82% rumanos y el 1,15% gitanos.
Posee un importante complejo de producción de energía hidroeléctrica que constituye la base de su economía. Es famosa por albergar el monasterio de Tismana, uno de los monasterios ortodoxos más antiguos del país, construido en el siglo XIV.
Se sitúa sobre la carretera 67D, unos 20 km al oeste de Târgu Jiu.